# UN-Sachverständiger für Menschenrechte und internationale Solidarität
Die Stelle des Sachverständigen für Menschenrechte und internationale Solidarität (engl.: Expert on human rights and international solidarity) wurde geschaffen, um einen Entwurf einer Erklärung über das Recht von Völkern und Einzelpersonen auf internationale Solidarität auszuarbeiten und einen dabei weltweiten Konsens zu erreichen.

## Das UNO-Mandat
Die UN-Menschenrechtskommission schuf diese Stelle am 20. April 2005 mittels einer Resolution, in welcher auch der Auftrag definiert wurde. Dieses UNO-Mandat ist auf drei Jahre befristet und wird regelmäßig verlängert. Nachdem die UN-Menschenrechtskommission im Jahr 2006 durch den UN-Menschenrechtsrat ersetzt wurde, ist dieser nun zuständig und übt die Aufsicht aus. Die letzte Verlängerung des Mandates erfolgte am 10. Juli 2017.
Der Sachverständige ist kein Mitarbeiter der Vereinten Nationen, sondern wird von der UNO mit einem Mandat beauftragt und dazu erließ der UN-Menschenrechtsrat einen Verhaltenskodex. Der unabhängige Status des Mandatsträgers ist für die unparteiische Wahrnehmung seiner Aufgaben entscheidend. Die Amtszeit eines Mandats ist auf maximal sechs Jahre begrenzt.
Er erstellt thematische Studien und erarbeitet Leitlinien zur Verbesserung der Menschenrechte. Der Sonderbeauftragte macht auf Einladung von Staaten Länderbesuche und kann in beratender Funktion Empfehlungen abgeben. Er prüft Mitteilungen und unterbreitet den Staaten Vorschläge, wie sie allfällige Missstände beheben können. Er macht auch Anschlussverfahren, in welchen er die Umsetzung der Empfehlungen prüft. Dazu erstellt er Jahresberichte zu Händen des UN-Menschenrechtsrates.

## Mandatsträger
- 2005–2011 Rudi Muhammad Rizki  Indonesien
- 2011–2017 Virginia Dandan  Philippinen
- 2017–2023 Obiora C. Okafor  Nigeria
- seit 2023 Cecilia M. Bailliet  Argentinien

## Websites
- Internetseite des Sonderbeauftragten (französisch)
- Internetseite des Sonderbeauftragten (englisch)